# 糸原健斗
糸原 健斗（いとはら けんと、1992年11月11日 - ）は、島根県雲南市出身のプロ野球選手（内野手）。右投左打。阪神タイガース所属。

## 経歴

### プロ入り前
小学2年時から野球を始める。
開星高校へ進学後は、1年時からベンチ入りを果たすと、秋の中国大会で9打席連続安打を記録した。一方でこの頃、潰瘍性大腸炎を発症した。2年春と3年春夏には、甲子園球場の全国大会に出場。1番打者として出場した3年夏の選手権大会1回戦・仙台育英高戦では、1点ビハインドの9回裏二死一・二塁で迎えた打席で左中間に大飛球を放ったが、左翼手のダイビングキャッチによって試合終了となり、サヨナラ勝利を逃した。1年後輩に白根尚貴がいた。
明治大学への進学後は、1年秋から東京六大学リーグの公式戦に出場。中心選手に定着すると、3年時には春・秋の2季連続で三塁手としてベストナインに選ばれた他、大学選手権では打率5割を記録し首位打者に輝いた。この活躍から大学日本代表選考合宿にも参加したが、練習試合中に左足甲に死球を受け離脱したため、代表入りはならなかった。4年時は春のリーグ戦で打率.163を記録するなど大不振に陥った。3年と4年時には明治神宮野球大会に出場し、いずれも準優勝。在学中には、ベストナイン2回という成績を残した。大学の1年後輩に髙山俊・坂本誠志郎がいた。
大学卒業後に入社したJX-ENEOSでは、1年目から公式戦に出場。デビュー戦でサヨナラ打を放つなど通算26試合で打率.330を記録し、第86回都市対抗野球大会への出場に貢献するなど中心選手として活躍した。2年目には、3番打者に定着しチームを牽引。都市対抗大会では、チームは予選敗退したものの、糸原自身は東芝の補強選手として本大会に出場した。日本選手権は初戦で敗退。
同期には高梨雄平らがいる。
2016年のNPBドラフト会議で、阪神タイガースから5巡目で指名を受けた。契約金5000万円、年俸800万円（金額は推定）という条件で入団に合意。背番号は33で、前年に大学から直接入団した高山・坂本と再びチームメイトになった。

### 阪神時代

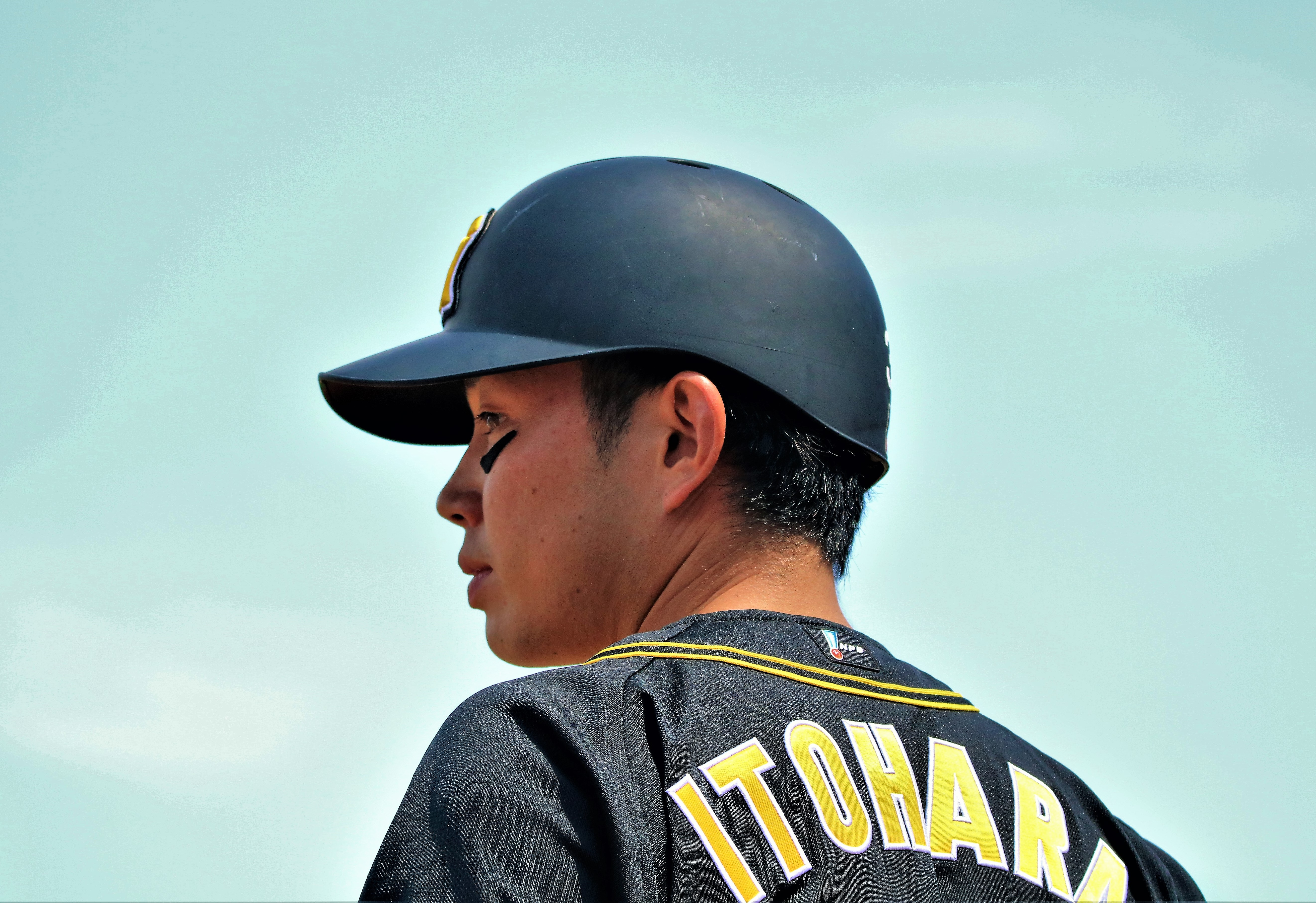
2018年5月12日 マツダスタジアムにて

2017年、沖縄県宜野座村での一軍春季キャンプに参加。キャンプ中に初めて出場した紅白戦で左翼フェンス直撃の二塁打を放ち、一軍監督の金本知憲に「実戦向きで面白い存在」と評価を受けた。キャンプの終了後も一軍へ帯同すると、正二塁手の座を上本博紀と争った。オープン戦期間中の3月3日には、京セラドーム大阪で催された阪神対WBC日本代表の強化試合で途中出場し、8回裏に迎えた唯一の打席で、秋吉亮から適時二塁打を記録した。オープン戦でも好成績を残し、チームの新人選手では唯一、歴代の新人野手では前年の高山に続いて開幕一軍入りを果たした。4月1日には、広島東洋カープとの開幕カード第2戦（MAZDA Zoom-Zoom スタジアム広島）6回裏に、代打で一軍公式戦にデビュー。7回表から遊撃の守備に就いたが、8-8で迎えた延長10回裏に公式戦での初失策を犯し、その後チームはサヨナラ負けを喫した。4月2日の同カードにも途中から二塁手として出場すると、9回表の打席でライアン・ブレイシアから一軍公式戦初安打を記録。5月からは、不振の北條史也に代わって遊撃手としてスタメンに定着。5月12日の対横浜DeNAベイスターズ戦（横浜スタジアム）の第1打席から、5月19日の対東京ヤクルトスワローズ戦（明治神宮野球場）の第1打席まで10打席連続で出塁し、セントラル・リーグ公式戦連続打席出塁の新人記録を達成した。7月9日の読売ジャイアンツ戦（甲子園）では、一軍公式戦での初本塁打を放つなど、5打数4安打3打点を記録。残りの3安打はいずれも二塁打で、同点の9回裏二死一・二塁でスコット・マシソンから放った3本目の二塁打が、プロ入り後初めてのサヨナラ安打にもなった。7月19日の広島戦（甲子園）で自身初の3試合連続複数安打を記録したが、8回表二死一塁の守備で、サビエル・バティスタの飛球を追って背走中に転倒。自力で起き上がれないまま、担架で運ばれて退場、途中交代となった。7月20日に病院で診察を受けたところ、右膝内側側副靱帯の損傷が判明したため、同日付で出場選手登録を抹消。そのまま戦線を離れたが、チームのレギュラーシーズン2位で迎えた横浜DeNAベイスターズとのクライマックスシリーズファーストステージ（甲子園）から一軍に復帰した。第1戦の7回裏に、代打でポストシーズンの試合に初出場。第2戦でも8回裏に代打で起用されると、一軍では故障で退場した前述の対広島戦以来約3か月ぶりの安打を放った。前述した故障の影響で、レギュラーシーズンでは一軍公式戦への出場が66試合にとどまったが、CS後には推定年俸1600万円（前年から800万円増）という条件で契約を更改した。
2018年、前年に引き続き宜野座での一軍春季キャンプに参加。キャンプ、オープン戦を通して北條、西岡剛、植田海らと正遊撃手のポジションを争い、一軍公式戦の開幕を正遊撃手として迎えプロ入り後初の開幕スタメンに名を連ねた。大山悠輔の打撃不振から4月29日の対広島戦（マツダ）でプロ入り後初めて三塁手として先発出場し、その後も鳥谷敬の打撃不振や正二塁手として出場を重ねていた上本の負傷離脱から三塁手や二塁手としての出場が増加。6月7日のオリックス・バファローズ戦（甲子園）で1番打者として出場して以降は「1番・二塁手」としてスタメンに定着した。セ・リーグの監督推薦選手としてオールスターゲームに初選出された。後半戦でも攻守に安定感を見せ、低迷するチームを支えた。10月8日の対ヤクルト戦（神宮球場）で、3回表の第2打席中に顔面へ自打球を受け途中交代するというアクシデントに見舞われたものの、最終的にはチームで唯一の全試合出場を達成、打率.286、1本塁打、35打点の成績を残した。阪神の内野手がプロ入り後2年目までに全試合出場を果たしたのは2リーグ制以降では1981年の岡田彰布、2005年の鳥谷に次いで史上3人目であった。オフには、前年から2400万円増となる推定年俸4000万円で契約を更改。また、福留孝介に代わり、2019年から新キャプテンに就任することが決まった。入団3年目でのキャプテン就任は球団史上最速で、満27歳で迎えるシーズンでのキャプテン就任は球団史上最年少タイとなった。
2019年は7月6日の広島戦でシーズン初本塁打となる決勝3点本塁打を放った。全試合出場を達成し、2年連続全試合出場となった。6月以降は1番に固定された前年とは異なり2番、5番、6番、7番と様々な打順で起用された。打率（.267）は前年より下がったものの、2本塁打、45打点は共にキャリアハイだった。守備面でも二塁手での失策数を4つに留めるなど成長を示した。オフには、前年から2000万円増の推定年俸6000万円で契約を更改した。
2020年は7月22日の甲子園での広島戦にて、右手有鈎骨を骨折したことにより連続試合出場記録が「312」で止まった。前述の骨折や、9月には新型コロナウイルスに感染したこともあり、およそ2か月にわたり戦列を離れた結果、出場試合数はプロ入り後最少の63試合にとどまった。オフには前年から500万円減となる推定5500万円で契約を更改した。
2021年は5月19日に下肢のコンディション不良により出場登録を抹消されるが、6月11日に一軍復帰。最終的には125試合に出場し、打率・286、出塁率・347、2本塁打、30打点の成績を残す。12月16日、2400万増となる推定年俸7900万円で契約を更改した。打順が組み替わる中で高い対応能力を示したことを評価される一方で目標としていた3割に届かず、故障で離脱も経験したこともあり、「（この成績に）満足は全然してないです」と当人は述べている。
2022年5月15日、対DeNA戦（横浜）において、9回表にライト前の打球を放ち、楠本泰史が打球を後逸したことにより、一気に本塁まで返ってきたが、この時は「1ヒット1エラー（ライト前ヒットと楠本の失策）」と見なされ、当初ランニング本塁打とは認められなかった。その後5月19日の記録修正により、ランニング本塁打と認められた。なお、2日後の5月17日に行われた対ヤクルト戦（神宮）で打った本塁打が当時は同年初本塁打とされたが、上記の記録訂正によりランニング本塁打が第1号、併せて2試合連続本塁打と記録された。7月13日、対巨人戦（甲子園）で三塁手として先発出場したが、八回から北條と入れ替わる形でプロ入り後初めて一塁の守備に就いた。翌14日の巨人戦では「5番・一塁手」として先発出場した。しかし、打率の方は.247と苦しみ、契約更改の方も100万円アップの8000万円にとどまった。
2023年は代打を主に69試合に出場し、打率.236、0本塁打、5打点を記録。12月7日、1000万円減となる推定年俸7000万円で契約を更改した。

## 選手としての特徴

### 打撃
身長175cmとプロ野球選手としては小柄ながら、直球に強く高い打撃センスを備える。また、力強いスイングで広角に強い打球を放つパンチ力を持ち併せており、金本知憲からは「強い打球を引っ張れるのが彼の良さ」と評される。
糸原自身はシーズン3割を記録することにもこだわっている。
2018年時点では、選球眼に優れ四球が多かった。

### 守備
アマチュア時代は三塁手を本職としていたものの、プロ入り後は二塁手を中心に出場。アマチュア時代に経験がなかった遊撃手としても起用されている。
セイバーメトリクスの専門家が投票して守備力を評価するDELTA FIELDING AWARDSの二塁手部門では規定打席に到達した年は毎年リーグ最下位の得票数に留まっており、守備範囲が狭いことが指摘されている。糸原本人も守備範囲の狭さを自身の課題に挙げている。

## 人物
高校時代から、現役選手時代の金本も通っていた広島市内のトレーニングジム「アスリート」で指導を受けており、2016年秋に行われたJX-ENEOS対大阪ガスのオープン戦を視察に訪れた当時阪神の一軍監督であった金本は、その縁から糸原の存在にも気を配っていた。後に金本が糸原について、糸原の明治大時代のチームメイトで既にプロ入りし阪神の選手となっていた高山と坂本に尋ねたところ、「勝負強い選手です」と太鼓判を押したことから糸原をドラフト指名するに至ったという。
幼少期から広島東洋カープのファンで、開星高校卒業時の卒業文集には「大学卒業後広島カープに入団し、新人王を獲得。そして10億円プレーヤーになり車を8台持っていて、家も5つ持っている選手になる」と書いたと言われている。
2018年の春季キャンプ中には、金本から新加入したウィリン・ロサリオに因んで「コサリオ（小サリオ）」というニックネームを付けられた。その他にも「イト」、「イトちゃん」などと呼ばれている。
2019年に完成された糸原の応援歌は、AサビBサビと分かれる変則的な歌詞内容となっている。
自身のプレースタイルについて、高校時代の恩師である野々村直通から影響を受けていると語っており、野々村は糸原を「走攻守に平均点の選手ながら、魂でプレーする男」と評している。
2021年12月10日、「ローソンチケット スピードアップ賞」を受賞。
2022年11月、一般人女性との結婚を発表。

## 詳細情報

### 年度別打撃成績
| 年 度     | 球 団     | 試 合 | 打 席 | 打 数 | 得 点 | 安 打 | 二 塁 打 | 三 塁 打 | 本 塁 打 | 塁 打 | 打 点 | 盗 塁 | 盗 塁 死 | 犠 打 | 犠 飛 | 四 球 | 敬 遠 | 死 球 | 三 振 | 併 殺 打 | 打 率 | 出 塁 率 | 長 打 率 | O P S |
| --------- | --------- | ----- | ----- | ----- | ----- | ----- | -------- | -------- | -------- | ----- | ----- | ----- | -------- | ----- | ----- | ----- | ----- | ----- | ----- | -------- | ----- | -------- | -------- | ----- |
| 2017      | 阪神      | 66    | 193   | 162   | 18    | 42    | 13       | 0        | 1        | 58    | 24    | 1     | 0        | 5     | 0     | 23    | 0     | 3     | 26    | 1        | .259  | .362     | .358     | .720  |
| 2018      | 阪神      | 143   | 637   | 531   | 79    | 152   | 29       | 4        | 1        | 192   | 35    | 6     | 4        | 9     | 4     | 86    | 1     | 7     | 73    | 5        | .286  | .390     | .362     | .752  |
| 2019      | 阪神      | 143   | 572   | 491   | 66    | 131   | 20       | 4        | 2        | 165   | 45    | 6     | 5        | 11    | 3     | 60    | 2     | 7     | 70    | 7        | .267  | .353     | .336     | .689  |
| 2020      | 阪神      | 63    | 244   | 218   | 32    | 64    | 5        | 2        | 3        | 82    | 20    | 1     | 2        | 3     | 1     | 19    | 0     | 3     | 33    | 3        | .294  | .357     | .376     | .733  |
| 2021      | 阪神      | 125   | 488   | 441   | 34    | 126   | 17       | 3        | 2        | 155   | 30    | 6     | 5        | 1     | 3     | 41    | 0     | 2     | 61    | 9        | .286  | .347     | .351     | .698  |
| 2022      | 阪神      | 132   | 495   | 445   | 31    | 110   | 12       | 1        | 3        | 133   | 36    | 2     | 3        | 6     | 4     | 35    | 1     | 5     | 48    | 7        | .247  | .307     | .299     | .606  |
| 2023      | 阪神      | 69    | 83    | 72    | 1     | 17    | 1        | 0        | 0        | 18    | 5     | 0     | 0        | 0     | 0     | 9     | 1     | 2     | 16    | 1        | .236  | .337     | .250     | .587  |
| 2024      | 阪神      | 89    | 128   | 111   | 8     | 24    | 2        | 0        | 0        | 26    | 9     | 0     | 0        | 0     | 1     | 15    | 0     | 1     | 20    | 3        | .216  | .313     | .234     | .547  |
| 通算：8年 | 通算：8年 | 830   | 2840  | 2471  | 269   | 666   | 99       | 14       | 12       | 829   | 204   | 22    | 19       | 35    | 16    | 288   | 5     | 30    | 347   | 36       | .270  | .351     | .336     | .686  |

- 2024年度シーズン終了時
- 各年度の太字はリーグ最高

### 年度別打撃成績所属リーグ内順位
| 年 度 | 年 齢 | リ ｜ グ   | 打 率 | 安 打 | 二 塁 打 | 三 塁 打 | 本 塁 打 | 打 点 | 盗 塁 | 出 塁 率 |
| ----- | ----- | ---------- | ----- | ----- | -------- | -------- | -------- | ----- | ----- | -------- |
| 2017  | 24    | セ・リーグ | -     | -     | -        | -        | -        | -     | -     | -        |
| 2018  | 25    | セ・リーグ | -     | -     | 7位      | 9位      | -        | -     | -     | -        |
| 2019  | 26    | セ・リーグ | -     | -     | -        | 6位      | -        | -     | -     | -        |
| 2020  | 27    | セ・リーグ | -     | -     | -        | -        | -        | -     | -     | -        |
| 2021  | 28    | セ・リーグ | -     | -     | -        | 8位      | -        | -     | -     | -        |
| 2022  | 29    | セ・リーグ | -     | -     | -        | -        | -        | -     | -     | -        |
| 2023  | 30    | セ・リーグ | -     | -     | -        | -        | -        | -     | -     | -        |
| 2024  | 31    | セ・リーグ | -     | -     | -        | -        | -        | -     | -     | -        |

- 太字年は規定打席到達年
- -は10位未満（打率、出塁率は規定打席未到達の場合も-と表記）

### 年度別守備成績
| 年 度 | 球 団 | 一塁  | 一塁  | 一塁  | 一塁  | 一塁  | 一塁     | 二塁  | 二塁  | 二塁  | 二塁  | 二塁  | 二塁     | 三塁  | 三塁  | 三塁  | 三塁  | 三塁  | 三塁     | 遊撃  | 遊撃  | 遊撃  | 遊撃  | 遊撃  | 遊撃     |
| 年 度 | 球 団 | 試 合 | 刺 殺 | 補 殺 | 失 策 | 併 殺 | 守 備 率 | 試 合 | 刺 殺 | 補 殺 | 失 策 | 併 殺 | 守 備 率 | 試 合 | 刺 殺 | 補 殺 | 失 策 | 併 殺 | 守 備 率 | 試 合 | 刺 殺 | 補 殺 | 失 策 | 併 殺 | 守 備 率 |
| ----- | ----- | ----- | ----- | ----- | ----- | ----- | -------- | ----- | ----- | ----- | ----- | ----- | -------- | ----- | ----- | ----- | ----- | ----- | -------- | ----- | ----- | ----- | ----- | ----- | -------- |
| 2017  | 阪神  | -     | -     | -     | -     | -     | -        | 16    | 28    | 24    | 2     | 5     | .963     | 4     | 0     | 2     | 0     | 0     | 1.000    | 40    | 52    | 94    | 4     | 23    | .973     |
| 2018  | 阪神  | -     | -     | -     | -     | -     | -        | 121   | 232   | 285   | 10    | 53    | .981     | 15    | 5     | 17    | 0     | 2     | 1.000    | 30    | 35    | 51    | 1     | 10    | .989     |
| 2019  | 阪神  | -     | -     | -     | -     | -     | -        | 124   | 242   | 349   | 4     | 81    | .993     | 37    | 14    | 30    | 1     | 1     | .978     | 10    | 8     | 11    | 2     | 2     | .905     |
| 2020  | 阪神  | -     | -     | -     | -     | -     | -        | 58    | 111   | 173   | 1     | 41    | .996     | 9     | 1     | 5     | 0     | 0     | 1.000    | -     | -     | -     | -     | -     | -        |
| 2021  | 阪神  | -     | -     | -     | -     | -     | -        | 114   | 187   | 305   | 7     | 44    | .986     | 15    | 3     | 15    | 0     | 0     | 1.000    | -     | -     | -     | -     | -     | -        |
| 2022  | 阪神  | 5     | 24    | 0     | 0     | 0     | 1.000    | 63    | 96    | 144   | 3     | 32    | .988     | 91    | 33    | 111   | 4     | 10    | .973     | -     | -     | -     | -     | -     | -        |
| 2023  | 阪神  | 1     | 4     | 0     | 0     | 0     | 1.000    | -     | -     | -     | -     | -     | -        | 7     | 1     | 6     | 0     | 0     | 1.000    | -     | -     | -     | -     | -     | -        |
| 2024  | 阪神  | 3     | 18    | 1     | 0     | 0     | 1.000    | -     | -     | -     | -     | -     | -        | 10    | 10    | 17    | 1     | 2     | .964     | -     | -     | -     | -     | -     | -        |
| 通算  | 通算  | 9     | 46    | 1     | 0     | 0     | 1.000    | 496   | 896   | 1280  | 27    | 260   | .988     | 188   | 67    | 203   | 6     | 15    | .978     | 80    | 95    | 156   | 7     | 35    | .973     |

- 2024年度シーズン終了時

### 表彰
- スピードアップ賞：1回（打者部門：2021年）

### 記録
初記録
- 初出場・初打席：2017年4月1日、対広島東洋カープ2回戦（MAZDA Zoom-Zoom スタジアム広島）、6回表に岩貞祐太の代打として出場、薮田和樹から死球
- 初安打：2017年4月2日、対広島東洋カープ3回戦（MAZDA Zoom-Zoom スタジアム広島）、9回表にライアン・ブレイシアから中前安打
- 初先発出場：2017年4月14日、対広島東洋カープ4回戦（阪神甲子園球場）、「8番・遊撃手」として先発出場
- 初打点：2017年4月15日、対広島東洋カープ5回戦（阪神甲子園球場）、5回裏に岡田明丈から中前適時二塁打
- 初盗塁：2017年5月23日、対読売ジャイアンツ8回戦（阪神甲子園球場）、9回裏に二盗（投手：アルキメデス・カミネロ、捕手：小林誠司）
- 初本塁打：2017年7月9日、対読売ジャイアンツ13回戦（阪神甲子園球場）、5回裏に山口俊から右越2ラン[76]

その他の記録
- 10打席連続出塁：2017年5月12日 - 19日 ※セ・リーグ新人最長記録
- オールスターゲーム出場：1回（2018年）

### 背番号
- 33（2017年[13] - ）

## 関連情報

### 出演
CM
- 上新電機（2020年2月 - 2021年2月）
  - 梅野隆太郎と共演。